# Jakob Pöltl
Jakob Pöltl -a veces escrito Jakob Poeltl- (Viena; 15 de octubre de 1995) es un jugador de baloncesto austríaco que pertenece a la plantilla de los Toronto Raptors de la NBA. Con 2,13 metros de altura, juega en la posición de pívot.

## Trayectoria deportiva

### Universidad

#### Estadísticas NCAA
| Año     | Equipo | PJ | PT | MPP  | %TC  | %3P  | %TL  | RPP | APP | ROB | TPP | PPP  |
| ------- | ------ | -- | -- | ---- | ---- | ---- | ---- | --- | --- | --- | --- | ---- |
| 2014-15 | Utah   | 34 | 34 | 23.3 | .681 | .000 | .444 | 6.8 | .7  | .4  | 1.9 | 9.1  |
| 2015-16 | Utah   | 36 | 36 | 30.4 | .646 | .000 | .692 | 9.1 | 1.9 | .6  | 1.6 | 17.2 |
| Total   | Total  | 70 | 70 | 26.9 | .658 | .000 | .607 | 8.0 | 1.3 | .5  | 1.7 | 13.3 |

### NBA

#### Toronto Raptors
Fue elegido en la novena posición del Draft de la NBA de 2016 por Toronto Raptors, convirtiéndose en el primer jugador austriaco en entrar en un draft. En julio de 2016 firmó contrato con los Raptors y el 26 de octubre debutó en le NBA, siendo también el primer jugador de su país en hacerlo. Anotó dos puntos en la victoria sobre Detroit Pistons. A lo largo de su primera temporada fue asignado en varias ocasiones a los Raptors 905, el filial de Toronto en la NBA D-League. Finalmente jugó 54 partidos, en los que promedió 3,1 puntos y 3,1 rebotes.

#### San Antonio Spurs
En verano de 2018 es traspasado, junto a DeMar DeRozan, a San Antonio Spurs, a cambio de Kawhi Leonard y Danny Green.
Durante su tercer año con los Spurs, el 15 y 17 de marzo de 2021, registra dos doble-dobles consecutivos, anotando además 20 puntos y 16 rebotes ante Chicago Bulls.
En su cuarta temporada en San Antonio se hace con la titularidad, y el 16 de febrero de 2022 ante Oklahoma City Thunder anota 20 puntos y captura 17 rebotes, récord personal. El 25 de febrero ante Washington Wizards consigue su récord personal de anotación con 28 puntos, además de 11 rebotes y 8 asistencias.

#### Regreso a Toronto
El 8 de febrero de 2023 es traspasado a Toronto Raptors a cambio de Khem Birch. En junio de 2023, acuerda una extensión de contrato con los Raptors por cuatro años y $80 millones.
En julio de 2025, acuerda una extensión de contrato con los Raptors por cuatro años y $104 millones.

## Estadísticas de su carrera en la NBA

### Temporada regular
| Año     | Equipo      | PJ  | PT  | MPP  | %TC  | %3P   | %TL  | RPP | APP | ROB | TPP | PPP  |
| ------- | ----------- | --- | --- | ---- | ---- | ----- | ---- | --- | --- | --- | --- | ---- |
| 2016-17 | Toronto     | 54  | 4   | 11.6 | .583 | —     | .544 | 3.1 | .2  | .3  | .4  | 3.1  |
| 2017-18 | Toronto     | 82* | 0   | 18.6 | .659 | .500  | .594 | 4.8 | .7  | .5  | 1.2 | 6.9  |
| 2018-19 | San Antonio | 77  | 24  | 16.5 | .645 | —     | .533 | 5.3 | 1.2 | .4  | .9  | 5.5  |
| 2019-20 | San Antonio | 66  | 18  | 17.7 | .624 | —     | .465 | 5.7 | 1.8 | .6  | 1.4 | 5.6  |
| 2020-21 | San Antonio | 69  | 51  | 26.7 | .616 | —     | .508 | 7.9 | 1.9 | .7  | 1.8 | 8.6  |
| 2021-22 | San Antonio | 68  | 67  | 29.0 | .618 | 1.000 | .495 | 9.3 | 2.8 | .7  | 1.7 | 13.5 |
| 2022-23 | San Antonio | 46  | 46  | 26.1 | .616 | .000  | .605 | 9.0 | 3.1 | .8  | 1.1 | 12.1 |
| 2022-23 | Toronto     | 26  | 25  | 27.2 | .652 | —     | .569 | 9.1 | 2.2 | 1.2 | 1.3 | 13.1 |
| 2023-24 | Toronto     | 50  | 50  | 26.4 | .656 | —     | .551 | 8.6 | 2.5 | .7  | 1.5 | 11.1 |
| 2024-25 | Toronto     | 57  | 56  | 29.6 | .627 | .333  | .674 | 9.6 | 2.8 | 1.2 | 1.2 | 14.5 |
| Total   | Total       | 595 | 341 | 22.4 | .631 | .429  | .555 | 7.0 | 1.8 | .6  | 1.3 | 8.9  |

### Playoffs
| Año   | Equipo      | PJ | PT | MPP  | %TC  | %3P  | %TL  | RPP | APP | ROB | TPP | PPP |
| ----- | ----------- | -- | -- | ---- | ---- | ---- | ---- | --- | --- | --- | --- | --- |
| 2017  | Toronto     | 6  | 0  | 4.3  | .455 | –    | .000 | 2.0 | .0  | .2  | .2  | 1.7 |
| 2018  | Toronto     | 9  | 0  | 15.6 | .548 | .000 | .789 | 4.0 | .7  | .3  | .4  | 5.4 |
| 2019  | San Antonio | 7  | 7  | 25.3 | .638 | .000 | .556 | 7.7 | 1.7 | .3  | .7  | 7.3 |
| Total | Total       | 22 | 7  | 15.6 | .577 | .000 | .667 | 4.6 | .8  | .3  | .5  | 5.0 |